# Piet Vermeulen
Piet Vermeulen (Nijmegen, 4 juli 1908 - Bilthoven, 1996) was een Nederlands schilder.

## Biografie
Piet Vermeulen groeide op in Schipluiden. Pas na zijn huwelijk met Lia Schlaghecke, met wie hij twaalf kinderen kreeg, groeide zijn belangstelling voor de schilderkunst uit tot meer dan slechts liefhebberij. In 1936 verhuisde het gezin naar Bilthoven, waar Piet Vermeulen de rest van zijn leven bleef wonen en schilderen. Na deze verhuizing werd hij, vanaf 1942, lid van het Utrechtse Genootschap Kunstliefde, wat hij meer dan een halve eeuw lang zou blijven. Door de stad Utrecht  werd hem in 1993 de culturele eremedaille 'Maartenspenning' toegekend, voor zijn oeuvre en wegens zijn verdiensten voor het Genootschap Kunstliefde en het stimuleren van zijn jongere collegakunstenaars. Piet Vermeulen is de vader van beeldhouwer Lika Mutal en grootvader van schilderes Lia Laimböck en schoonvader van de beeldhouwer Willem J. Lenssinck.

## Werk
Zijn vroegste werken zijn impressionistisch, latere doeken schommelen tussen realisme en surrealisme in.
Het oeuvre van Piet Vermeulen omvat veel portretten, waaronder een portret van dichter Jan Engelman, dat in bezit is van het Centraal Museum. Hij hoort net als Jopie Moesman, tijdgenoot en vriend, tot de Utrechtse school. De stad Utrecht werd vaak op originele wijze door hem  'geportretteerd'. Van eenvoudige straattaferelen en objecten maakte Piet Vermeulen in realistische stijl geschilderde stillevens, vaak met een surrealistische sfeer, die doet denken aan Salvador Dali.

## Lijst met schilderijen
- Bordennummer - 75 x 85 cm - olieverf op board - 1978
- De Ballonenman I
- De Ballonnenman II